# Pfarrhaus (Gerolsbach)
Das Pfarrhaus in Gerolsbach, einer Gemeinde im oberbayerischen Landkreis Pfaffenhofen an der Ilm, wurde um 1910 errichtet. Das Pfarrhaus an der Sankt-Andreas-Straße 9, neben der katholischen Pfarrkirche St. Andreas, gehört zu den geschützten Baudenkmälern in Bayern.
Der asymmetrisch gegliederte Satteldachbau auf hohem Sockelgeschoss mit Lisenengliederung am Giebel, Zwerchhaus, Eckerker und giebelseitigem Anbau besitzt drei zu zwei Fensterachsen.